# بمی‌پارین سدیم
بمی‌پارین سدیم (به انگلیسی: Bemiparin sodium) (با نام‌های تجاری Ivor و Zibor) یک آنتی‌ترومبوتیک است و به گروه هپارین‌های با وزن مولکولی پایین (LMWH) تعلق دارد.

## کاربرد پزشکی
بمی‌پارین برای پیشگیری از ترومبوآمبولی بعد از جراحی و برای جلوگیری از لخته شدن خون در مدار خارج از بدن در همودیالیز استفاده می‌شود.

## موارد منع مصرف
این دارو در بیماران با سابقه ترومبوسیتوپنی ناشی از هپارین با یا بدون انعقاد داخل عروقی منتشر منع مصرف دارد. خونریزی حاد یا خطر خونریزی؛ آسیب یا جراحی سیستم عصبی مرکزی، چشم یا گوش؛ نارسایی شدید کبد یا پانکراس؛ و اندوکاردیت باکتریایی حاد یا تحت حاد.

## تداخلات
هیچ مطالعه تعاملی انجام نشده‌است. داروهایی که انتظار می‌رود خطر خونریزی را در ترکیب با بمی‌پارین افزایش دهند شامل سایر داروهای ضد انعقاد، آسپرین و سایر NSAIDها، داروهای ضد پلاکت و کورتیکواستروئیدها هستند.